# تورن، یورک‌شر جنوبی
latitudeتورن، یورک‌شر جنوبیlongitudeتورن، یورک‌شر جنوبی
تورن، یورک‌شر جنوبی (به انگلیسی: Thorne, South Yorkshire) یک منطقهٔ مسکونی در انگلستان است که در یورکشایر و هامبر واقع شده‌است.

## خصوصیات
تورن ۱۶٬۵۹۲ نفر جمعیت دارد.